# Гран-прі японської наукової фантастики
Гран-прі японської наукової фантастики (яп. 日本SF大賞, Nihon Esu Efu Taishō), або Nihon SF Taisho Award — літературна премія Японії, що присуджується авторам за найкращий твір у жанрі наукової фантастики та фентезі. Засновано і вручається Асоціацією письменників-фантастів Японії (Англ. Science Fiction Writers of Japan), тому її часто порівнюють з премією «Неб'юла». Вручається раз на рік за твори, опубліковані з 1 вересня минулого року по 31 серпня поточного року. Гран-прі розігрується не тільки серед літературних творів, але також серед фільмів, манги і аніме.
Особлива нагорода (яп. 特別賞, токубецусьо:) присуджується, на думку журі, за особливі твори. З 2011 року також присуджується посмертна Нагорода за особливі заслуги (яп. 特別功労賞, токубецу до:ро:сьо:).

## Лауреати
| №  | Рік  | Автор | Роман                                                                   | Примітки |
| -- | ---- | --- | ----------------------------------------------------------------------- | -------- |
| 1  | 1980 | Акіра Хорі | Taiyō-fu Kouten (Solar Wind Node)                                       |          |
| 2  | 1981 | Хісасі Іноуе | Люди Кірікірі                                                           |          |
| 3  | 1982 | Масакі Ямада | Saigo no Teki (The Last Enemy)                                          |          |
| 4  | 1983 | Кацухіро Отомо | Dōmu                                                                    |          |
| 5  | 1984 | Чіакі Кавамата | Genshi Gari (Fancy-Poem Hunting)                                        |          |
| 6  | 1985 | Сакьо Комацу | Shuto Shōshitsu (Capital City Disappeared)                              |          |
| 7  | 1986 | Мусакі Камбе | Warai Uchū no Tabi Geinin (Jongleur in Laughing Cosmos)                 |          |
| 8  | 1987 | Хіроші Арамата | Teito Monogatari (Empire Capital Saga)                                  |          |
| 9  | 1988 | Рьо Ханмура | Misaki Ichiro no Teikō (Registance of Misaki Ichiro)                    |          |
| 9  | 1988 | Йокота Хісая и Сінго Айдзу                                                                                            | Kaidanji: Oshikawa Shunrō (Devil of a fellow: Oshikawa Shunrō)          |          |
| 10 | 1989 | Баку Юмемакура | Jōgen no Tsuki wo Taberu Shishi (The Lion Eats Increscent Moon)         |          |
| 10 | 1989 | Особлива нагорода: Осаму Тедзука                                                                                      |                                                                         |          |
| 11 | 1990 | Макото Сіїна | Ad Bird                                                                 |          |
| 12 | 1991 | Сіндзі Кадзьо | Salamander Semmetsu (Salamander Omniside)                               |          |
| 12 | 1991 | Особлива нагорода: Ісіхара Фудзьо                                                                                     |                                                                         |          |
| 13 | 1992 | Ясутака Цуцуй | Asa no Gaspard (Gaspard of the Morning)                                 |          |
| 14 | 1993 | Горо Масакі | Venus City                                                              |          |
| 14 | 1993 | Особлива нагорода: Хісасі Курома                                                                                      |                                                                         |          |
| 15 | 1994 | Охара Маріко | Sensō wo Enjita Kamigamitachi (Gods Who Played War)                     |          |
| 15 | 1994 | Марі Котані | Joseijō Muishiki                                                        |          |
| 16 | 1995 | Чохей Камбаяші | Kototsubo (Wordpot)                                                     |          |
| 16 | 1995 | Особлива нагорода: Масахіро Нода                                                                                      |                                                                         |          |
| 17 | 1996 | Сюсуке Канеко | Gamera 2: Attack of Legion                                              | Фільм    |
| 18 | 1997 | Міябе Міюкі | Gamōtei Jiken                                                           |          |
| 18 | 1997 | Хідеакі Анно | Neon Genesis Evangelion                                                 | Фільм    |
| 19 | 1998 | Хідеакі Сена | Brain Valley                                                            |          |
| 19 | 1998 | Особлива нагорода: Сіньїчі Хоші                                                                                       |                                                                         |          |
| 19 | 1998 | Особлива нагорода: Японська телерадіомовна корпорація Ningen daigaku «Uchū o kūsō shitekita hitobito» (Масахіро Нода) |                                                                         |          |
| 19 | 1998 | Особлива нагорода: Igyō Collection, под редакцією Масахіко Іноуе                                                      |                                                                         |          |
| 20 | 1999 | Мотоко Араї | Chigurisu to Yūfuratesu                                                 |          |
| 20 | 1999 | Особлива нагорода: Рю Місуце                                                                                          |                                                                         |          |
| 21 | 2000 | Такаюкі Тацумі | Nihon SF Ronsōshi                                                       |          |
| 22 | 2001 | Юсаку Кітано | Kamekun                                                                 |          |
| 23 | 2002 | Хідео Фурукава | Arabia no yoru no shuzoku                                               |          |
| 23 | 2002 | Осаму Макіно | Kugutsukō                                                               |          |
| 24 | 2003 | То Убуката | Mardock Scramble                                                        |          |
| 25 | 2004 | Осії Мамору | Ghost in the Shell 2: Innocence                                         | Фільм    |
| 25 | 2004 | Особлива нагорода: Тецу Яно.                                                                                          |                                                                         |          |
| 26 | 2005 | Хіротака Тобі | Katadorareta chikara                                                    |          |
| 27 | 2006 | Хагіо Мото | Otherworld Barbara (Otherworld Barbara)                                 |          |
| 28 | 2007 | Хадзукі Сайсьо | Hoshi Shinichi 1001wa wo tsukutta hito                                  |          |
| 29 | 2008 | Юсуке Кісі | Shinsekai Yori                                                          |          |
| 29 | 2008 | Міцуо Ісо | Denno Coil                                                              |          |
| 29 | 2008 | Особлива нагорода: Масахіро Нода                                                                                      |                                                                         |          |
| 30 | 2009 | Кейкаку Іто | Harmony                                                                 |          |
| 30 | 2009 | Особлива нагорода: Guin Saga Каору Курімото)                                                                          |                                                                         |          |
| 31 | 2010 | Ясуо Нагаяма | Nihon SF Seishinshi                                                     |          |
| 31 | 2010 | Томіхіко Морімі | Pengin Haiwei (Penguin Highway)                                         |          |
| 31 | 2010 | Особлива нагорода: Сібано Такумі и Хисасі Асакура                                                                     |                                                                         |          |
| 32 | 2011 | Саюрі Уеда | Karyū no miya                                                           |          |
| 32 | 2011 | Особлива нагорода: Kindai nihon kisō shōsetsushi meiji hen (Дзюнъя Ёкота)                                             |                                                                         |          |
| 32 | 2011 | Нагорода за особливі заслуги: Сакьо Комацу                                                                            |                                                                         |          |
| 33 | 2012 | Рьое Цукімура | Kiryū keisatsu jibaku jōkō                                              |          |
| 33 | 2012 | Юсуке Міяуті | Banjō no yoru                                                           |          |
| 33 | 2012 | Особлива нагорода: Shisha no teikoku (Кейкаку Іто і То Ендзьо (за роман The Empire of Corpses))                       |                                                                         |          |
| 34 | 2013 | Демпо Торісіма | Kaikin no to                                                            |          |
| 34 | 2013 | Особлива нагорода: NOVA original anthology series, під редакцієй Нодзомі Оморі                                        |                                                                         |          |
| 34 | 2013 | Особлива нагорода: Yohanesuburugu no tenshi tachi (Рюсуке Міяуті)                                                     |                                                                         |          |
| 35 | 2014 | Тайо Фудзії | Orbital Cloud                                                           |          |
| 35 | 2014 | Сатосі Хасе | My Humanity                                                             |          |
| 35 | 2014 | Нагорода за заслуги: Кадзумаса Хіраї                                                                                  |                                                                         |          |
| 36 | 2015 | Косю Тані | Koronbia zero (Columbia Zero)                                           |          |
| 36 | 2015 | Хіроюкі Моріока | Toppen                                                                  |          |
| 36 | 2015 | Особлива нагорода: Gessekai shōsetsu (Осаму Макіно)                                                                   |                                                                         |          |
| 36 | 2015 | Нагорода за заслуги: Норібосі Орай                                                                                    |                                                                         |          |
| 37 | 2016 | Юміко Сіраї | WOMBS                                                                   |          |
| 37 | 2016 | Особлива нагорода: Ґодзілла (фільм, 2016) (Анно Хідеакі, Сіндзі Хігуті)                                               | Особлива нагорода: Ґодзілла (фільм, 2016) (Анно Хідеакі, Сіндзі Хігуті) | Фільм    |
| 38 | 2017 | Хіротака Тобі | Jisei no yume                                                           |          |
| 38 | 2017 | Сатоші Оква | Gēmu no ōkoku                                                           |          |
| 38 | 2017 | Особлива нагорода:Коїчі Імано                                                                                         | Особлива нагорода:Коїчі Імано                                           | Фільм    |

## Історія
Засновником Гран-прі японської наукової фантастики є Асоціація письменників-фантастів Японії (на англ. мові Science Fiction and Fantasy Writers of Japan, звідси й скорочення SFWJ). Раніше вона була дружньою організацією, але з 24 серпня 2017 року це загальноприйнята асоціація. Була заснована 11 японцями (Комацу Сакьо, Тетсером Кавамурой, Хакуко Сайтом, Такаші Ісікавой, Саорі Моріхіро, Хаммура Рьо, Масами Фукусіма, Хосі Сін'їті, Міцусе Рю, Хіроші Намсаном та Тетсу Яном), 5 березня 1963 року у особливому районі Токіо — Шінджюку, Японія,. Свій ювілей відсвяткувала у 2013 році, цю подію прокоментував 15 президент асоціації —  Вітаю з 50-річчям SFWJ. 50-річчя … Це півстоліття, чи не так ?… Цікаво, хоча офіційною назвою є «Асоціація письменників-фантастів Японії», членами можуть бути перекладач, редактор, художник, режисер тощо.

## 39-а церемонія нагородження Гран-прі японської наукової фантастики
У тридцять дев'ятому номінаційному списку Гран-прі японської наукової фантастики знаходиться 167 претендентів, з яких 12 ТВ-аніме, декілька фільмів та вистав і навіть YouTube-канал! Всі твори були опубліковані з 1 вересня 2017 року по 31 серпня 2018 року.

## Сайт
До 3 січня 2014 року Асоціація письменників-фантастів Японії публікували на власному сайті тільки переможців Nihon SF Taisho Award, проте переможців починаючи з 2015 року (35 список учасників) публікують на [http://sfwj.jp/news/ за новим доменом [Архівовано 5 листопада 2018 у Wayback Machine.]. Тепер кожен може побачити всіх кандидатів, присуні чіткі умови, публікуються останні новини та інше.